# Icimauna ciliaris
Icimauna ciliaris är en skalbaggsart som först beskrevs av Johann Christoph Friedrich Klug 1825.  Icimauna ciliaris ingår i släktet Icimauna och familjen långhorningar.
Artens utbredningsområde är Paraguay. Inga underarter finns listade i Catalogue of Life.